# Les Arts Florissants

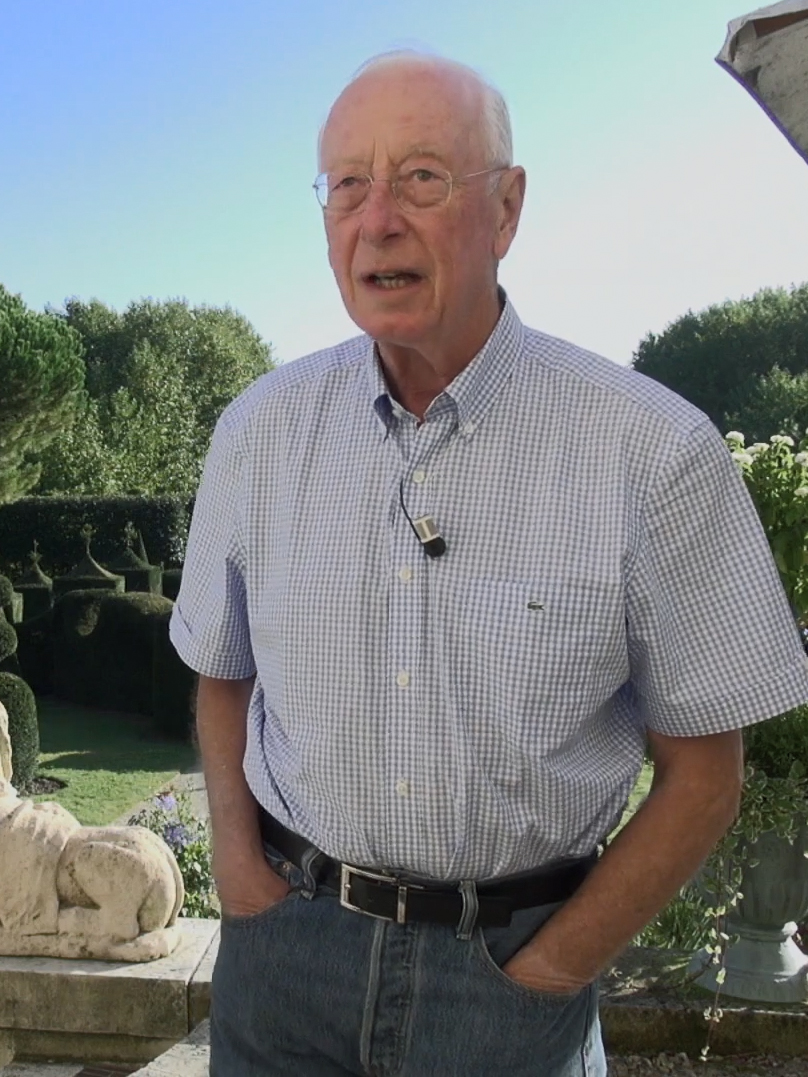
William Christie, zakladatel souboru (v r. 2015)

Les Arts Florissants je francouzský vokálně instrumentální soubor, zaměřený na historicky věrné provozování barokní hudby.

## Historie
Založil ho v Caen roku 1979 dirigent William Christie a pojmenoval ho po jedné z oper francouzského barokního skladatele Charpentiera. Soubor ve svém oboru patří ke světové špičce.